# Карчеве
Карчеве (пол. Karczewie, нім. Marienau) — село в Польщі, у гміні Плоти Ґрифицького повіту Західнопоморського воєводства.
Населення — 101 особа (2011).
У 1975-1998 роках село належало до Щецинського воєводства.

## Демографія
Демографічна структура станом на 31 березня 2011 року:
|          | Загалом | Допрацездатний вік | Працездатний вік | Постпрацездатний вік |
| -------- | ------- | ------------------ | ---------------- | -------------------- |
| Чоловіки | 45      | 7                  | 35               | 3                    |
| Жінки    | 56      | 10                 | 34               | 12                   |
| Разом    | 101     | 17                 | 69               | 15                   |